# Освальд, Энрике
Энрике Жозе Педро Мария Карлос Луис Освальд (Энрики Жозе Педру Мария Карлус Луис Освалд, порт. Henrique Oswald; 14 апреля 1852, Рио-де-Жанейро — 9 июня 1931, там же) — бразильский композитор, музыкальный педагог и дипломат.

## Биография

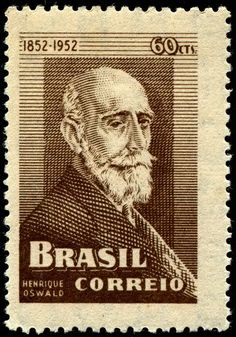
Почтовая марка Бразилии, посвящённая Энрике Освальду. 1952 г.

Сын швейцарского эмигранта и итальянки. Получив императорскую стипендию в 1868 году отправился в Италию. Учился музыке во Флоренции у Джузеппе Буонамичи.
Был на дипломатической службе. Служил вице-консулом в Гавре, затем в Генуе.
С 1903 по 1906 год — директор Национального института музыки в Рио-де-Жанейро.
Позже вновь — на дипломатической службе.
С 1911 года работал учителем музыки в Рио-де-Жанейро.
Автор опер «Золотой крест» (итал. La Croce D’Oro; 1872), Il Néo (1900, по мотивам повести Альфреда де Мюссе «Мушка»), «Судьба» (итал. Le fate; 1902—1903), многих фортепианных пьес, симфонической, камерной, духовной музыки и др.
Его фортепианная пьеса «Il neige» («Идет снег») в 1902 году получила первый приз на конкурсе, организованном французской газетой «Le Figaro».

## Избранные музыкальные сочинения
- Два ноктюрна, Op.6
- Листки из альбома, Op.3
- Листки из альбома для фортепиано, Op.20
- Медленный вальс для фортепиано
- Семь миниатюр для фортепиано, Op.16
- Три пьесы для фортепиано, Op.23
- Три пьесы для фортепиано, Op.33
- Три пьесы для фортепиано, Op.36
- Шесть пьес для фортепиано, Op.4
- Шесть пьес для фортепиано, Op.14
- Этюд No.1
- Этюд No.2
- Il Neige
- Macchiette, Op.2
- Valsa lenta for Piano
- Nocturnes, Nr. 1, 2, op. 6
- Concerto per pianoforte, Riduzione per 2 Pianoforti, op. 10
- 6 Pecas, op. 14
- Feuilles d’Album, op. 20
- 3 Pecas, op. 23